# Winfried Schittges
Winfried Schittges (* 26. September 1946 in Krefeld) ist ein deutscher Politiker (CDU) und ehemaliges Mitglied des Landtages von Nordrhein-Westfalen.

## Ausbildung und Beruf
Schittges besuchte nach seinem Volksschulabschluss die Handelsschule und machte eine Kaufmännische Lehre. Nach dem Dienst bei der Bundesmarine studierte er von 1969 bis 1973 Betriebswirtschaft. 1973 schloss er sein Studium als Diplom-Betriebswirt ab und begann sogleich an der Rheinischen Friedrich-Wilhelms-Universität Bonn von 1973 bis 1978 Rechtswissenschaften zu studieren. Von 1983 bis 1986 war Schittges in einer Bank tätig. Daneben arbeitete er bis 1990 als Beratender Betriebswirt.
Schittges ist verheiratet und hat zwei Kinder.

## Politik
Schittges ist seit 1969 Mitglied der CDU. Von 1977 bis 1981 war er Kreisvorsitzender der Jungen Union Krefeld. Von 1985 bis 2012 war er Vorsitzender des CDU-Kreisverbandes Krefeld. Schittges sitzt für seine Partei seit 1975 im Stadtrat der Stadt Krefeld und war dort von 1984 bis 2011 stellvertretender Fraktionsvorsitzender der CDU. Vom 31. Mai 1990 bis Mai 2017 war er Landtagsabgeordneter des nordrhein-westfälischen Landtages für den Wahlkreis Krefeld II.